# Lueyi Dovy
Lueyi Dovy, född 10 november 1975 i Marseille, är en fransk friidrottare som tävlar i kortdistanslöpning. 
Dovy var med i det franska stafettlag som vann VM-guld 2005 i Helsingfors.

## Personliga rekord
- 100 meter - 10,24
- 200 meter - 20,68